# おはようとくしま
『おはようとくしま』は、1971年4月3日から2010年3月26日まで四国放送が放送した朝の情報番組である。略称は「おはとく」。
放送時間は、1972年7月3日より月曜から金曜7:00 - 8:00（JST、一時期金曜日のみ7:00 - 7:52だった時代がある。また祝日は休止）。放送開始当初は土曜の録画放送だった。青森放送の『RABニュースレーダー』とともに、ローカルワイドとしては最古の部類に入る1971年4月3日に放送開始し、39年間放送した長寿番組である。
オープニングテーマは、堀井勝美プロジェクトの「HOUSE OF PENINSULA」（OCEAN DRIVEより。2006年10月 - 2010年3月）であった。

## 2008年4月時点での出演者

### メインキャスター
- 遠藤彰良（当時四国放送アナウンサー） - 月曜日には中継を担当。
- 宗我部英久（四国放送元アナウンサー・気象予報士）
- 島川未有（四国放送アナウンサー）

### リポーター
- 金山明子（当時四国放送アナウンサー） - 「とくしま元気印」を担当。
- 分林里佳（当時四国放送アナウンサー） - 「お店発見」を担当。
- 野田紗希 - 「ちょっと行ってみませんか」を担当。

### 講師
- 行長万里（料理研究家） - 料理コーナー「50円のおかず」を担当。
- 仙波光明（徳島大学総合科学部教授） - 「阿波弁講座」を担当。

### 気象キャスター
- 山下勇

なお、オープニングパートの天気コーナーのBGMに使われていた曲は、セガサターン用美少女ゲーム『センチメンタルグラフティ』のキャラクターソングシリーズから抜粋、オフボーカルバージョンのものが使用された。

### その他のコーナー担当者
- 加渡いづみ - 水曜の後半コーナーを担当。

## 途中降板した出演者
| 期間       | 期間       | 男性                | 女性                         |
| ---------- | ---------- | ------------------- | ---------------------------- |
| 1971.4.3   | 1971.8.28  | 光永峡関            | 岩瀬弥永子                   |
| 1971.9.4   | 1972.3.25  | 鵜木洋 伊藤誠亮     | 岩瀬弥永子 角山直美          |
| 1972.4.1   | 1972.9.29  | 伊藤誠亮            | 岩瀬弥永子 青山佳代          |
| 1972.10.2  | 1974.3.29  | 伊藤誠亮            | 岩瀬弥永子 青山佳代 大田優子 |
| 1974.4.1   | 1974.11.1  | 伊藤誠亮            | 青山佳代 藤原満代            |
| 1974.11.4  | 1975.3.28  | 伊藤誠亮            | 青山佳代 天野まどか          |
| 1975.3.31  | 1975.6.27  | 伊藤誠亮 武知邦明   | 青山佳代 天野まどか          |
| 1975.6.30  | 1975.10.31 | 武知邦明            | 青山佳代 天野まどか          |
| 1975.11.3  | 1976.7.2   | 武知邦明            | 天野まどか 高野睦子          |
| 1976.7.5   | 1977.10.28 | 武知邦明            | 高野睦子 浜岡真理子          |
| 1977.10.31 | 1978.4.28  | 武知邦明            | 浜岡真理子 小松澄子          |
| 1978.5.1   | 1979.8.31  | 武知邦明            | 小松澄子 立木陽子            |
| 1979.9.3   | 1980.3.28  | 武知邦明            | 立木陽子 正木香都子          |
| 1980.3.31  | 1980.5.2   | 武知邦明            | 岩瀬弥永子 立木陽子          |
| 1980.5.5   | 1983.4.1   | 武知邦明            | 岩瀬弥永子 吉村秀美          |
| 1983.4.4   | 1984.3.30  | 武知邦明 梅津龍太郎 | 繁崎寛子                     |
| 1984.4.2   | 1988.3.25  | 武知邦明 梅津龍太郎 | 桜井雅子                     |
| 1988.3.28  | 1991.3.29  | 武知邦明 梅津龍太郎 | 吉井麻美                     |
| 1991.4.1   | 1993.4.2   | 武知邦明            | 名村美千代                   |
| 1993.4.5   | 1994.4.1   | 武知邦明            | 岩田久美                     |
| 1994.4.4   | 1995.3.31  | 武知邦明            | 国見紀子                     |
| 1995.4.3   | 1996.3.29  | 武知邦明            | 中村裕美                     |
| 1996.4.1   | 1997.3.28  | 清水幸二            | 中村裕美                     |
| 1997.3.31  | 1998.3.27  | 清水幸二            | 物部純子                     |
| 1998.3.30  | 2000.3.31  | 遠藤彰良 宗我部英久 | 物部純子                     |
| 2000.4.3   | 2002.3.29  | 遠藤彰良 宗我部英久 | 喜多ちひろ                   |
| 2002.4.1   | 2003.3.28  | 遠藤彰良 宗我部英久 | 小田美保代                   |
| 2003.3.31  | 2005.4.1   | 遠藤彰良 宗我部英久 | 平石香奈子                   |
| 2005.4.4   | 2008.3.28  | 遠藤彰良 宗我部英久 | 佐久間あすか                 |
| 2008.3.31  | 2010.3.26  | 遠藤彰良 宗我部英久 | 島川未有                     |

## コーナー一覧

### 火曜日 - 金曜日
- 特集

### 月曜日
- とくしまの朝 - 遠藤彰良が担当。
- 未有と2ショット - 島川未有が担当。
- お店発見

### 火曜日
- ちょっと行ってみませんか

### 水曜日
- 阿波弁講座

### 木曜日
- 中継 とくしま元気印

### 金曜日
- 50円のおかず

## 『ズームイン!!』ネット参加の兼ね合い
日本テレビの朝の情報ワイド番組『ズームイン!!朝!』の開始まで同系列は朝の番組に弱く、四国放送の様にローカルワイドを放送する地域、南海放送の様にTBSの朝ワイドをネットしている地域があった。それも『ズームイン!!朝!』のネットを受ける形に徐々に傾いていったが、『おはようとくしま』が高視聴率だった四国放送は当番組の放送を継続してきた。『ズームイン!!朝!』のローカル中継・ローカル企画を裏送りで参加の形に留め、元日に放送の特別版『新春 ズームイン!!朝!』『ズームイン!!サタデー』を除いて、ネットしていなかった。
南海放送と秋田放送はTBSの番組のネットを打ち切り、『ズームイン!!朝!』をネットするようになり、NNS加盟局でネット受けしなかったのは四国放送だけだった。
2001年10月に『ズームイン!!朝!』が『ズームイン!!SUPER』に改題しリニューアルした際は四国放送で平日版『ズームイン!!』がネットされるようになった。だが、第1部終了の6:30で飛び降り、6時30分からは自社制作番組『あさ6・30』とともに本番組を放送していた。
『ズームイン!!SUPER』第2部は徳島県内のほぼ全域（居住地域の約90%）で読売テレビ、西日本放送などで視聴することができた。四国放送でネットされない日本テレビ系列の番組も見ることができるため、アナログ放送時代は県内で読売テレビを再送信しているケーブルテレビが多かった。ただ、読売テレビにおける『ズームイン!!SUPER』の放送は自社ローカル差し替えが多いため、第1部後半の全国ネット部は四国放送を通じて補完可能であった。

## 『あさ6・30』と統合、リニューアルへ
2010年度の番組改編にともない、『あさ6・30』とともに2010年3月26日をもって終了することが四国放送の番組表で発表された。
同年3月29日からは『あさ6・30』との統合リニューアル番組『おはようとくしま プラス』が放送されたが、『ZIP!』のフルネット開始にともない、同番組は2011年3月31日に終了し、40年にわたる長寿番組の歴史に終止符が打たれた。

## エピソード
- 1989年6月20日 番組に匿名[8]で告発があり、1988年から計画されていたとくしま海洋パークの総事業費を巡って市民の反対運動が起きた際、対抗した与党による賛成署名活動で、徳島市議会議員がを賄賂をもらい活動を行っているというものだった。７人の議員に取材し、前日は深夜12時を過ぎてもリハーサルを行い、「けさのテーマ」（特集）で報道した。その翌日、市長が計画を凍結し、最終的に海洋パークの計画は白紙撤回された。[9]。『おはようとくしま プラス』の最終回で当時のキャスター・武知邦明がVTR出演し、番組を視聴者目線で作ってきたことの象徴と語り、また遠藤彰良は「四国放送最大のスクープ」とした。
- 1993年頃、プレゼントコーナーにおいてテレビデオをプレゼントした際、物部純子が「裏番組」を「裏ビデオ」と言い間違えるハプニングがあり、それが後にNG特集番組で日本全国に放送された。

## 書籍
- おはようとくしま地産地消のおかず（2012年7月7日発売） - 四国放送開局60周年を記念して発刊したもので、2011年3月まで約3年半にわたって放送した徳島の食材を使った料理を紹介するコーナー「地産地消今日のおかず」から100種類の料理が選ばれている。